# Resaca (Georgia)
Resaca es una ciudad ubicada en el condado de Gordon en el estado estadounidense de Georgia. En el año 2000 tenía una población de 815 habitantes.

## Geografía
Resaca se encuentra ubicada en las coordenadas 34°34′45″N 84°56′38″O / 34.57917, -84.94389 (34.579116, -84.943989).
Según la Oficina del Censo, la localidad tiene un área total de 7,3 km² (2,8 mi²), de la cual 7,1 km² (2,7 mi²) es tierra y 0,2 km² (0 mi²) (1.30%) es agua.

## Demografía
Según la Oficina del Censo en 2000 los ingresos medios por hogar en la localidad eran de $30,170, y los ingresos medios por familia eran $30,938. Los hombres tenían unos ingresos medios de $22,321 frente a los $20,132 para las mujeres. La renta per cápita para la localidad era de $13,052. 